# Carronade

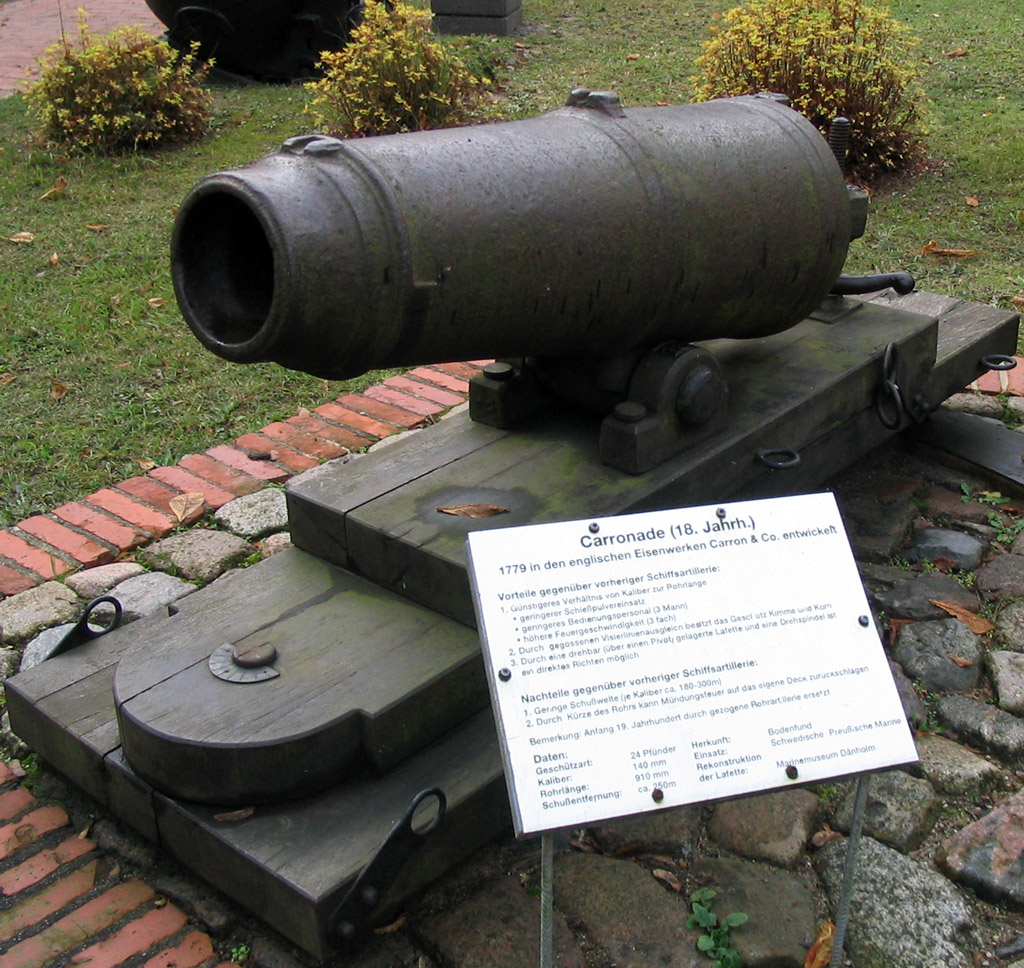
Carronade

Een carronade is een kort, gietijzeren kanon van groot kaliber. Het werd gebruikt als korte afstandswapen bij de zeemacht en is een vorm van krombaangeschut, zoals een houwitser.

## Geschiedenis
De naam komt van een Schotse kanonnengieterij, de Carron Company, waar het in samenwerking met Luitenant Melville en Gascoigne, de manager van Carron, in 1759 werd ontwikkeld als wapen dat weinig personeel behoefde, maar een grote verwoestende kracht op korte afstand kon ontwikkelen. Daarom was het aanvankelijk vooral populair op handelsschepen, waar het tegen kleinere kaperschepen kon worden ingezet.

Later werd het ook op oorlogsschepen ingezet, vooral op het voor- en achterdek, waar geen plaats was voor grote kanonnen. Omdat kanonnengieterijen op het vasteland van Europa lange tijd niet in staat waren om een kanon van dergelijk ontwerp te gieten, hadden de Britten er aan het einde van de 18e eeuw een behoorlijk tactisch voordeel aan.

## Ontwerp
Bij klassieke kanonnen is het normaal dat er een grote ruimte bestaat tussen de diameter van de kogel en de loop. Dit komt doordat men grote problemen had met het juist uitboren van de lange ijzeren- of bronzen loop. Dit verschil kon wel 10% bedragen en gaf behoorlijk verlies van vuurkracht. Omdat de carronade kort en groot van diameter was, bestond dit probleem veel minder en de Carron Company paste een andere productiemethode toe. Dit resulteerde in kleinere kruitladingen bij grotere kalibers, maar ook in het destijds gewenste korte bereik.
Een carronade woog ongeveer een kwart van een kanon met vergelijkbaar kaliber, voor een 32 ponder minder dan een ton, tegenover meer dan 3 ton voor een gewoon kanon. Ze werden gemaakt in de gebruikelijke reeks kalibers ( 12, 18, 24, 32 en 42 pond ) maar ook 68 pond is bekend, hetgeen 20 cm kaliber is.

Bij linieschepen telde carronades niet mee bij de normale telling van geschut en dat wekt natuurlijk soms verwarring.
Meestal had een carronade geen rolpaard, maar werd op een vlakke plaat gemonteerd door middel van een draaibaar, aangegoten voetstuk. Elevatie werd geregeld met een schroefspindel, niet met wiggen.
Omdat een carronade niet horizontaal werd gebruikt en de kruitlading kleiner was, vormde het afleiden van de terugstoot bij het vuren geen groot probleem, de voet nam het meeste op samen met de glijdende houten voetplaat. Later zijn er ook carronades gemaakt met tappen en een ligging als een rolpaard om het zwaartepunt te verlagen. Deze variatie werd in Engeland 'gunnade' genoemd.

## Gebruik
Het voordeel van gewicht en simpele bediening maakte dat er op oorlogsschip vele op het boven- en achterdek geplaatst konden worden, zonder het gevaar van instabiliteit Ze waren ook sneller te herladen met minder personeel, hetgeen de vuurkracht zeer ten goede kwam en de schade aan de houten romp van de tegenstander groter. Het hout versplinterde meer en daarom werden ze ook wel ‘smashers’ genoemd.

## Nadelen
Uiteindelijk is de carronade buiten gebruik geraakt wegens een aantal nadelen:
- Het kwam nogal eens voor dat de prop (het materiaal waarmee de lading werd vastgezet) op het eigen schip terechtkwam en brand veroorzaakte.
- Aanvankelijk leek de korte schootsafstand en de kromme kogelbaan een voordeel; men kon over iets heenschieten, maar de ontwikkeling van betere en nauwkeuriger ‘normale’ kanonnen rond 1820 bracht weer grotere afstand tussen de schepen en de carronade was dan onbruikbaar.
- De betere kanonnen waren ook van een kleiner kaliber, zodat het slepen met zware munitie ook niet meer nodig was.

Ondanks deze nadelen is de carronade toch nog tot in de Amerikaanse Burgeroorlog in gebruik gebleven.